# Adem Gajtani
Adem Gajtani (ur. 21 sierpnia 1935 w Podujevie, zm. 19 sierpnia 1982 w Skopju) – jugosłowiański oraz kosowski poeta i dziennikarz.

## Życiorys
Po ukończeniu studiów prawniczych na uniwersytecie w Skopju rozpoczął pracę jako dziennikarz, korespondent pisma Rilindja w Skopju, a następnie jako redaktor Flaka e Vëllazërimi w Prisztinie. Był jednym z najbardziej znanych poetów Kosowa. Jego liryczną poezję, pełną zachwytu dla natury określano pojęciem neoromantycznej.
Tłumaczony na język słoweński, serbski i macedoński, a także na język polski.

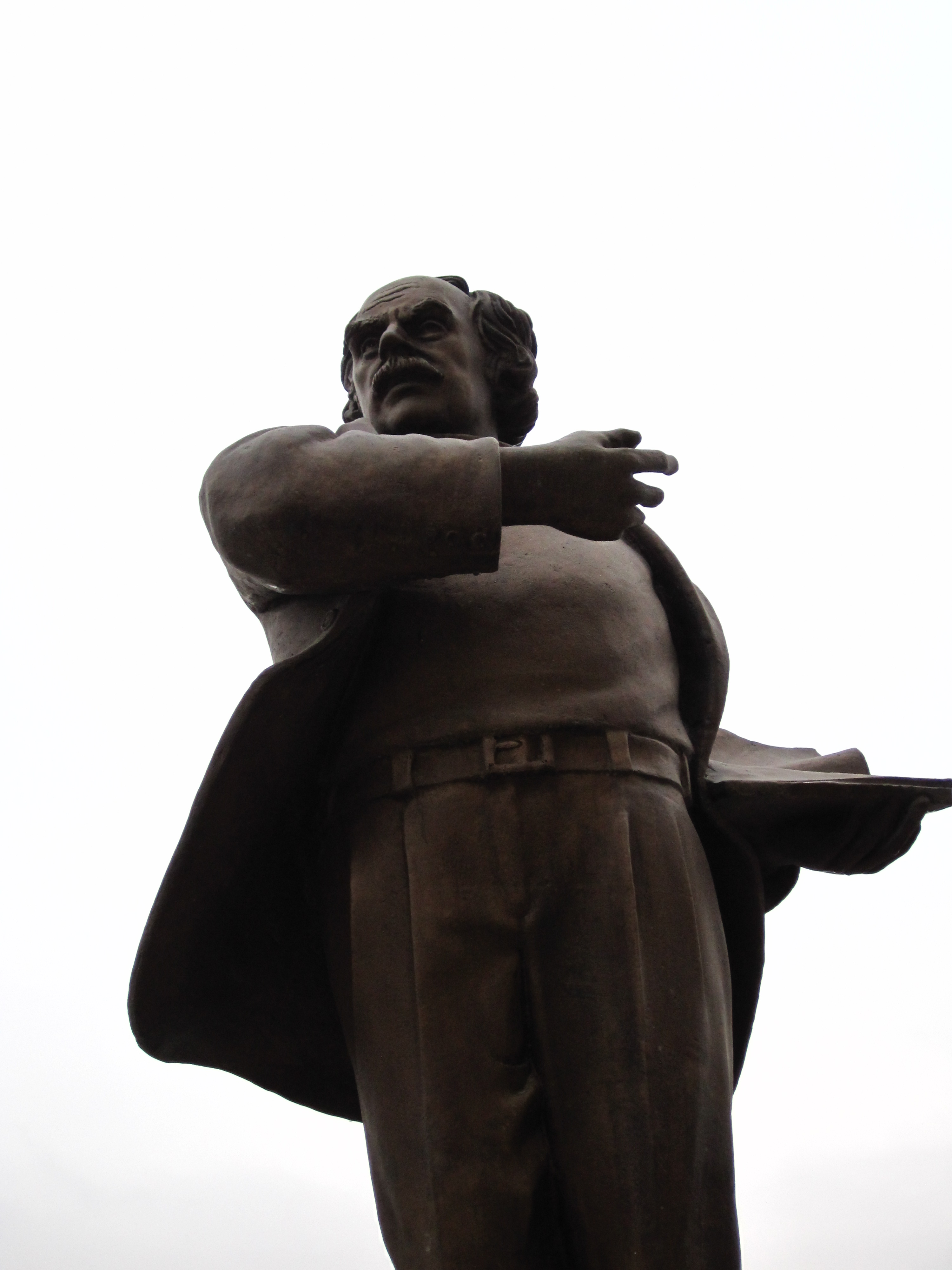
Pomnik Gajtaniego w Skopju

## Tomiki wierszy
- Drita në zemër, (Słońce w sercu) Prishtinë 1961
- Deti Shell, Prishtinë 1966
- Ti kangë, ti zog i largët (Ty pieśni, ty daleki ptaku), Prishtinë 1968
- Jo zog, asnjë pemë, Prishtinë 1973
- Amfora e fundosur, (Pogrążona amfora) Prishtinë 1977
- Kënga e mjellmës, (Łabędzi śpiew) Prishtinë 1980
- Treni nisej, faculeta digjej, Skopje 2022.

## Tłumaczenia polskie
- Miłości, szukałem twojego imienia i gwiazdy; Zieleń, pieśń, [w:] Tylko Itaka pozostanie. Antologia poezji albańskiej i polskiej XX w., przeł. M. Saneja, Warszawa 1993.
- Wszyscy będą pisać wiersze, Poezja, Piękno, Zieloność, Miłości szukałem twojego imienia i gwiazdy, Zieleń pleśń, [w:] Nie jest za późno na miłość. Antologia poezji albańskiej XX wieku, przeł. M. Saneja, Sejny 2005.